# Anton Jirku
Anton Jirku (* 27. April 1885 in Birnbaum, Mähren; † 3. Dezember 1972 in Graz) war ein deutsch-österreichischer Alttestamentler und Religionswissenschaftler.

## Leben
Anton Jirku, Sohn eines Ökonomiedirektors, besuchte die Gymnasien in Brünn, Krems an der Donau und Ungarisch Hradisch. Nach der Reifeprüfung (1904) studierte er an der Universität Wien Evangelische Theologie und Semitische Philologie und schloss 1908 mit der Promotion zum Dr. phil ab. Anschließend vertiefte er seine Studien an der Universität Berlin und ab 1911 an der Universität Rostock, erwarb dort 1913 den theologischen Lizenziat und habilitierte sich 1914 an der Universität Kiel für Altes Testament.
Während des Ersten Weltkriegs diente Jirku als Fähnrich in der k. u. k. Armee. Er war in der deutsch-völkischen Bewegung Österreichs aktiv und erwarb 1920 die preußische Staatsbürgerschaft; im selben Jahr beteiligte er sich auch am Kapp-Putsch.
Nach dem Ersten Weltkrieg vertrat Jirku im Sommersemester 1919 den Lehrstuhl von Carl Heinrich Cornill in Halle (Saale) und kehrte anschließend nach Kiel zurück, zunächst als Titularprofessor, ab 1921 als außerordentlicher Professor. Er heiratete die Tochter des Anglisten Ferdinand Holthausen, Thekla Holthausen. Im Wintersemester 1921/22 vertrat er den Lehrstuhl von Ernst Sellin in Kiel. 1922 erhielt er die Ehrendoktorwürde der theologischen Fakultät der Universität Kiel und nahm einen Ruf als ordentlicher Professor für Altes Testament an die Universität Breslau an. Von dort aus unternahm er Forschungsreisen nach Palästina und Syrien (1926, 1929, 1932), wo er auch an archäologischen Grabungen teilnahm.
In der Zeit des Nationalsozialismus engagierte sich Jirku (wie auch andere Professoren der evangelisch-theologischen Fakultät) bei den Deutschen Christen und trat zum 1. Mai 1933 der NSDAP bei (Mitgliedsnummer 2.033.727). Er geriet jedoch mit der NSDAP-Gauleitung in Konflikt und wurde deswegen 1934 nach Greifswald versetzt, 1935 nach Bonn.

„Wir können hier in Bonn nur Professoren gebrauchen, die ein inniges Verhältnis zum Nationalsozialismus haben.“

Wegen seines politischen Engagements wurde er 1945 seiner Professur enthoben und lebte seitdem als Privatgelehrter. Im Entnazifizierungsverfahren wurde er zunächst als „geringer Übeltäter“ eingestuft, was einen Verlust des Ruhegehalts bedeutet hätte. Auf seinen Widerspruch hin wurde Jirku am 22. August 1949 als „Anhänger“ eingestuft, was die Vermögenssperre verhinderte; allerdings durfte er seine Lehrtätigkeit nicht wieder aufnehmen. Zum 1. September 1949 wurde er pensioniert. Seinen Lebensabend verbrachte Jirku ab 1956 in Graz und Fieberbrunn in Tirol. Er stritt weiterhin um seine Einsetzung als Professor Emeritus, was ihm 1959 gewährt wurde unter der Bedingung, dass er auf alle damit verbundenen Rechte in der Fakultät verzichtete.
In der sowjetischen Besatzungszone wurden Jirkus in der Bonner Universitäts Buchdruckerei erschienenen Schriften Das Alte Testament und die deutsche Gegenwart (1935) und Houston Stewart Chamberlain und das Christentum (1938) auf die Liste der auszusondernden Literatur gesetzt; in der DDR wurde noch Der Kampf um Syrien-Palästina, die Brücke zwischen Afrika und Asien (1942) hinzugefügt.
Jirku beschäftigte sich mit der Geschichte des Alten Testaments und des Judentums im weitesten Sinne. Dabei bezog er auch die Parallelüberlieferung der anderen Sprachen mit ein.

## Schriften (Auswahl)
- Studien zur Keilschriftgeographie Syriens. 1910
- Die jüdische Gemeinde von Elephantine und ihre Beziehungen zum Alten Testament. Berlin-Lichterfelde 1912
- Die Dämonen und ihre Abwehr im Alten Testament. Leipzig 1912. Nachdruck Ann Arbor 1980
- Mantik in Altisrael. Rostock 1913 (Lizenziatsarbeit)
- Materialien zur Volksreligion Israels. Leipzig 1914
- Die magische Bedeutung der Kleidung in Israel. Rostock 1914 (Kieler Habilitationsschrift)
- Die älteste Geschichte Israels im Rahmen lehrhafter Darstellungen. Leipzig 1917. Nachdruck Hildesheim 1973
- Die Hauptprobleme der Anfangsgeschichte Israels. Gütersloh 1918
- Das alttestamentliche Lehrstück von der mosaischen Zeit. Berlin-Lichterfelde 1918
- Altorientalischer Kommentar zum Alten Testament. Leipzig/Erlangen 1923. Nachdruck Hildesheim 1972
- Die Wanderungen der Hebräer im dritten und zweiten vorchristlichen Jahrtausend. Leipzig 1924
- Der Kampf um Syrien. Palästina im orientalischen Altertum. Leipzig 1926
- Das Alte Testament im Rahmen der altorientalischen Kulturen. Leipzig 1926
- Das weltliche Recht im Alten Testament: Stilgeschichtliche und rechtsvergleichende Studien zu den juristischen Gesetzen des Pentateuchs. Gütersloh 1927
- Das israelitische Jobeljahr. Leipzig 1929
- Geschichte des Volkes Israel. Leipzig 1931
- Das alte Testament und die deutsche Gegenwart. Bonn 1935
- Die ägyptischen Listen palästinensischer und syrischer Ortsnamen in Umschrift und mit historisch-archäologischem Kommentar. Leipzig 1937. Nachdruck Aalen 1962
- Houston Stewart Chamberlain und das Christentum. Bonn 1938
- Die ältere Kupfer-Steinzeit Palästinas und der bandkeramische Kulturkreis. Berlin 1941. 2., unveränderte Auflage, Aalen 1968
- Der Kampf um Syrien. Palästina, die Brücke zwischen Afrika und Asien. Bonn 1942
- Die Ausgrabungen in Palästina und Syrien. Halle (Saale) 1956. 2., vermehrte und verbesserte Auflage, Graz 1970
- Die Welt der Bibel: Fünf Jahrtausende in Palästina-Syrien. Stuttgart/Zürich 1957. Nachdruck Berlin/Darmstadt/Wien 1963, Essen/Wiesbaden 1985
  - französische Übersetzung von Lilly Jumel: Le Monde de la Bible: 112 hors-texte. Paris 1958
  - niederländische Übersetzung von R. M. F. Houwink: De wereld van de Bijbel: 5 millennia in Palestina en Syrië. Amsterdam 1959
- Kanaanäische Mythen und Epen aus Ras Schamra-Ugarit. Gütersloh 1962
- Geschichte Palästina-Syriens im orientalischen Altertum. Aalen 1963
- Der Mythus der Kanaanäer. Bonn 1966
- Von Jerusalem nach Ugarit: Gesammelte Schriften. Graz 1966
- Jirku, A., Die Entzifferung der gublitischen Schrift (Byblos-Schrift) durch E. Dhorme : FF 26 (1950) 90-2 (1 Abb.)
- Anton Jirku, Wortschatz und Grammatik der gublitischen Inschriften. Zeitschrift der Deutschen Morgenländischen Gesellschaft Vol. 102 (n.F. 27), No. 2 (1952), pp. 201–214